# جوليان دي أوليفاريس
جوليان دي أوليفاريس (10 ديسمبر 1895 – 23 أكتوبر 1977) هو مبارز بالسيف إسباني راحل، مثّل بلاده في الألعاب الأولمبية الصيفية 1924.

## روابط رياضية
جوليان دي أوليفاريس على موقع أوليمبيديا (الإنجليزية)